# 泰国垂茉莉
泰国垂茉莉（学名：Clerodendrum garrettianum）是唇形科大青属的植物。分布在泰国、老挝以及中国大陆的云南等地，生长于海拔500米至1,100米的地区，一般生于低山密林中，目前尚未由人工引种栽培。